# Mistrovství Evropy v judu 1992
Mistrovství Evropy se konalo v Paříži, Francie, ve dnech 6.–10. května 1992.
Na turnaji startovalo družstvo Společenství nezávislých států (EUN), ale jednotliví účastníci EUN zápasili pod vlajkami svých zemí a při vyhlašování se hrála hymna jejich země.

## Výsledky

### Muži
| Kategorie | Zlato                    | Stříbro                   | Bronz                   | Bronz                   |
| --------- | ------------------------ | ------------------------- | ----------------------- | ----------------------- |
| −60 kg    | Nazim Husejnov (EUN)AZE  | Philippe Pradayrol (FRA)  | Keith Gough (IRL)       | Raik Arnold (GER)       |
| −65 kg    | Benoît Campargue (FRA)   | Vsevolod Zeljonyj (LAT)   | Ivan Netov (BUL)        | Francisco Lorenzo (ESP) |
| −71 kg    | Norbert Haimberger (AUT) | Bruno Carabetta (FRA)     | Oren Smadža (ISR)       | Joaquín Ruiz (ESP)      |
| −78 kg    | Marko Spittka (GER)      | Olivier Schaffter (SUI)   | Bertrand Damaisin (FRA) | Šarip Varajev (EUN)RUS  |
| −86 kg    | Pascal Tayot (FRA)       | Adrian Croitoru (ROU)     | Giorgio Vismara (ITA)   | León Villar (ESP)       |
| −95 kg    | Stéphane Traineau (FRA)  | Dmitrij Sergejev (EUN)RUS | Luigi Guido (ITA)       | Antal Kovács (HUN)      |
| +95 kg    | Frank Möller (GER)       | Sergej Kosorotov (EUN)RUS | David Douillet (FRA)    | Dennis Raven (NED)      |

### Ženy
| Kategorie | Zlato                          | Stříbro                    | Bronz                         | Bronz                        |
| --------- | ------------------------------ | -------------------------- | ----------------------------- | ---------------------------- |
| −48 kg    | Cécile Nowaková (FRA)          | Yolanda Solerová (ESP)     | Annikka Mutanenová (FIN)      | Giovanna Tortoraová (ITA)    |
| −52 kg    | Loretta Doyleová (GBR)         | Jessica Galová (NED)       | Heidi Goossensová (BEL)       | Alessandra Giungiová (ITA)   |
| −56 kg    | Nicola Fairbrotherová (GBR)    | Nicole Flagothierová (BEL) | Catherine Arnaudová (FRA)     | Miriam Blascová (ESP)        |
| −61 kg    | Bogusława Olechnowiczová (POL) | Frauke Eickhoffová (GER)   | Jelena Petrovová (EUN)RUS     | Begoña Gómezová (ESP)        |
| −66 kg    | Emanuela Pierantozziová (ITA)  | Heidi Rakelsová (BEL)      | Jelena Kotělnikovová (EUN)RUS | Alexandra Schreiberová (GER) |
| −72 kg    | Laëtitia Meignanová (FRA)      | Ulla Werbroucková (BEL)    | Irene de Koková (NED)         | Karin Krügerová (GER)        |
| +72 kg    | Svetlana Gundarenková (EUN)RUS | Claudia Weberová (GER)     | Renata Szalová (POL)          | Monique van der Leeová (NED) |